# Vương Đông Minh
Vương Đông Minh (tiếng Trung: 王东明; sinh tháng 7 năm 1956) là cử nhân triết học, chính khách nước Cộng hòa Nhân dân Trung Hoa. Ông hiện là Ủy viên Ủy ban Trung ương Đảng Cộng sản Trung Quốc khóa XX, khóa XIX, Phó Ủy viên trưởng Ủy ban Thường vụ Đại hội Đại biểu Nhân dân Toàn quốc, Chủ tịch Tổng Công hội toàn quốc Trung Quốc, tổ chức tương đương Tổng Liên đoàn lao động kiêm Chủ nhiệm Ủy ban Thường vụ Đại hội đại biểu nhân dân tỉnh Tứ Xuyên. Ông từng là Ủy viên Ủy ban Biên chế Cơ cấu Trung ương, Chủ nhiệm Văn phòng Ủy ban Biên chế Cơ cấu Trung ương và Bí thư Tỉnh ủy Tứ Xuyên.

## Tiểu sử

### Thân thế
Vương Đông Minh là người Hán sinh ngày 29 tháng 7 năm 1956 ở Bản Khê, tỉnh Liêu Ninh, người Khoan Điện, tỉnh Liêu Ninh.

### Giáo dục
Tháng 3 năm 1978 đến tháng 2 năm 1982, Vương Đông Minh theo học chuyên ngành triết học khoa triết học tại Đại học Liêu Ninh.
Tháng 9 năm 1996 đến tháng 7 năm 1999, ông theo học chuyên ngành luật học lớp nghiên cứu sinh tại chức, Viện Nghiên cứu sinh thuộc Trường Đảng Trung ương Đảng Cộng sản Trung Quốc.

### Sự nghiệp
Tháng 8 năm 1975 đến tháng 3 năm 1978, ở tuổi 19, Vương Đông Minh là thanh niên trí thức xuống nông thôn tham gia đội sản xuất ở nông thôn tại công xã Hoa Tiêm Tử, huyện Hoàn Nhân, tỉnh Liêu Ninh và từng đảm nhiệm Bí thư Chi bộ Đảng đại đội Đông Bốc.
Tháng 6 năm 1982, sau khi tốt nghiệp, Vương Đông Minh được bổ nhiệm làm Phó Bí thư Đảng ủy công xã Tây Giao, khu Thái Hòa, thành phố Cẩm Châu, tỉnh Liêu Ninh. Tháng 6 năm 1983, ông được bổ nhiệm giữ chức Bí thư Đoàn Thanh niên Cộng sản Thành ủy Cẩm Châu tức Bí thư Thành Đoàn Cẩm Châu. Tháng 3 năm 1985, ông được bổ nhiệm làm Phó Bí thư Huyện ủy Tuy Trung, tỉnh Liêu Ninh. Tháng 3 năm 1988, ông được bổ nhiệm giữ chức Bí thư Huyện ủy Tuy Trung. Tháng 1 năm 1991, ông được luân chuyển làm Bí thư Huyện ủy huyện Đăng Tháp nay thuộc thành phố cấp huyện Đăng Tháp, tỉnh Liêu Ninh.
Tháng 2 năm 1993, ông được bổ nhiệm làm Phó Thị trưởng Chính phủ nhân dân thành phố Liêu Dương, tỉnh Liêu Ninh. Tháng 5 năm 1993, ông được bầu làm Ủy viên Ban Thường vụ Thành ủy Liêu Dương kiêm Phó Thị trưởng Chính phủ nhân dân thành phố Liêu Dương. Tháng 4 năm 1994, ông được bổ nhiệm làm Phó Trưởng Ban Tổ chức Tỉnh ủy Liêu Ninh; từ tháng 1 năm 1996, ông chủ trì công tác thường vụ của Ban Tổ chức Tỉnh ủy Liêu Ninh. Tháng 12 năm 1996, ông được bổ nhiệm giữ chức Trưởng Ban Tổ chức Tỉnh ủy Liêu Ninh. Tháng 11 năm 1997, ông được bầu làm Ủy viên Ban Thường vụ Tỉnh ủy Liêu Ninh kiêm Trưởng Ban Tổ chức Tỉnh ủy Liêu Ninh.
Tháng 10 năm 2000, Vương Đông Minh được luân chuyển làm Cục trưởng Cục Cán bộ 2, Ban Tổ chức Trung ương Đảng Cộng sản Trung Quốc. Tháng 8 năm 2002, ông được bổ nhiệm giữ chức Phó Trưởng Ban Tổ chức Trung ương Đảng Cộng sản Trung Quốc. Tháng 7 năm 2007, ông được luân chuyển làm Ủy viên Ủy ban Biên chế Cơ cấu Trung ương, Chủ nhiệm Văn phòng Ủy ban Biên chế Cơ cấu Trung ương. Ngày 21 tháng 10 năm 2007, tại phiên bế mạc Đại hội Đảng Cộng sản Trung Quốc lần thứ 17, ông được bầu làm Ủy viên Ban Chấp hành Trung ương Đảng Cộng sản Trung Quốc khóa XVII.
Ngày 14 tháng 11 năm 2012, tại phiên bế mạc Đại hội Đảng Cộng sản Trung Quốc lần thứ 18, ông được bầu lại là Ủy viên Ban Chấp hành Trung ương Đảng Cộng sản Trung Quốc khóa XVIII. Ngày 21 tháng 11 năm 2012, Vương Đông Minh được bổ nhiệm giữ chức vụ Bí thư Tỉnh ủy Tứ Xuyên thay cho ông Lưu Kỳ Bảo chuyển lên trung ương làm Trưởng Ban Tuyên truyền Trung ương. Ngày 29 tháng 1 năm 2013, ông được bầu kiêm nhiệm chức vụ Chủ nhiệm Ủy ban Thường vụ Đại hội đại biểu nhân dân tỉnh Tứ Xuyên.
Ngày 24 tháng 10 năm 2017, tại phiên bế mạc Đại hội Đảng Cộng sản Trung Quốc lần thứ XIX, ông được bầu làm Ủy viên Ban Chấp hành Trung ương Đảng Cộng sản Trung Quốc khóa XIX. Ngày 17 tháng 3 năm 2018, phiên họp toàn thể lần thứ năm, trong khuôn khổ kỳ họp thứ nhất Đại hội đại biểu Nhân dân toàn quốc Trung Quốc khóa XIII (tức Quốc hội) đã bầu Vương Đông Minh làm Phó Ủy viên trưởng Ủy ban Thường vụ Đại hội Đại biểu Nhân dân Toàn quốc khóa XIII nhiệm kỳ 2018 đến năm 2023.
Ngày 21 tháng 3 năm 2018, Trung ương Đảng Cộng sản Trung Quốc quyết định, Vương Đông Minh được miễn nhiệm chức vụ Ủy viên Tỉnh ủy, Ủy viên Ban Thường vụ Tỉnh ủy và Bí thư Tỉnh ủy Tứ Xuyên, kế nhiệm ông là Bí thư Khu ủy Khu tự trị dân tộc Choang Bành Thanh Hoa. Ngày 22 tháng 3 năm 2018, ông được bầu kiêm nhiệm chức vụ Chủ tịch Tổng Công hội toàn quốc Trung Quốc, tổ chức tương đương Tổng Liên đoàn lao động thay cho ông Lý Kiến Quốc.